# Clumsy (musikalbum)
Clumsy är Samiams fjärde studioalbum, utgivet 1994 på skivbolaget Atlantic Records.

## Låtlista
| Nr  | Titel              | Kompositör             | Längd |
| --- | ------------------ | ---------------------- | ----- |
| 1.  | As We're Told      | Beebout, Brogan        | 3:24  |
| 2.  | Capsized           | Beebout, Loobkoff      | 4:12  |
| 3.  | Stepson            | Beebout, Loobkoff      | 4:16  |
| 4.  | Bad Day            | Beebout, Loobkoff      | 4:01  |
| 5.  | Tag Along          | Beebout, Brogan, Rubin | 4:17  |
| 6.  | Routine            | Beebout, Brogan        | 2:41  |
| 7.  | Simca              | Beebout, Brogan        | 3:01  |
| 8.  | No Size That Small | Beebout, Loobkoff      | 3:30  |
| 9.  | She's a Part of Me | Beebout, Loobkoff      | 3:31  |
| 10. | Cradle             | Beebout, Brogan        | 4:27  |
| 11. | Time by the Dime   | Beebout, Loobkoff      | 6:02  |

### Fotnoter
1. ↑  ”Clumsy”. Discogs.com. http://www.discogs.com/Samiam-Clumsy/master/213591. Läst 19 april 2012.